# Котяча змія тигрова
Котяча змія тигрова (Telescopus semiannulatus) — отруйна змія з роду Котяча змія родини Вужеві. Має 2 підвиди. Інша назва «кенійська котяча змія».

## Опис
Загальна довжина коливається від 60 см до 1 м. Голова широка. Має великі очі з вертикальними зіницями. Тулуб стрункий з гладенькою лускою. Голова помаранчевого кольору, задній кінець тіла теж може бути помаранчевим, іноді рожевим, коричнюватим або гірчично—жовтим. Уздовж спини тягнеться низка —24—48 — віддалених одна від одної темних плям.

## Спосіб життя
Полюбляє напівпустельні саванах. Активна вночі. Харчується ящірками, дрібними гризунами та птахами.
Це яйцекладна змія. Самиця відкладає від 6 до 20 яєць.

## Розповсюдження
Мешкає у східній та південній Африці: Намібія, Ботсвана, Зімбабве, Південно-Африканська Республіка, Замбія, Демократична Республіка Конго, Конго, Малаві, Танзанія, Руанда, Бурунді, Кенія, Есватіні, Мозамбік.

## Підвиди
- Telescopus semiannulatus polystictus
- Telescopus semiannulatus semiannulatus